# برو إيفوليوشن سوكر 3
برو إيفوليوشن سوكر 3 (بالإنجليزية: Pro Evolution Soccer 3)‏ وهي لعبة فيديو كرة قدم تسمى في اليابان بوينينج إليفين 7 (Winning Eleven 7) وفي أمريكا الشمالية تسمى وورلد سوكر:وينينج إليفين 7 (World Soccer: Winning Eleven 7)، طُوِرَت هَذِهِ اللعبة من قبل شركة كونامي كجزء من سلسلة ألعاب برو إفولوشن سوكر، أُطلقت هذه اللعبة في أوروبا على بلاي ستيشن 2 وعلى حاسوب شخصي في 10 أكتوبر 2003، غلاف اللعبة يحمل صورة الحكم الإيطالي بييرلويجي كولينا.

## الترخيص
اللعبة لم تتضمن جميع أندية الدوريات لكن تضمنت 62 نادي من مختلف الدول الأوروبية، 6 أندية منها لم تكن مرخصة وهي أندية أي سي ميلان ونادي روما ونادي يوفنتس ونادي لاتسيو ونادي بارما من الدوري الإيطالي الممتاز إضافةً إلى نادي فينورد روتردام من الدوري الهولندي الممتاز، كل الفرق كان شعاراتها وعلاماتها صحيحة ومعلومات اللاعبين صحيحة ما عدا اللاعب الهولندي رود فان نيستلروي وألذي ظهر إِِسمَهُ فون مستلروم وحارس المرمى الألماني أوليفر كان وألذي ظهر اسمه كالم.

## وصلة خارجية
- برو إيفوليوشن سوكر 3 على موقع IMDb (الإنجليزية)

- World Soccer: Winning Eleven 7 International على موبي غيمز